# Renfe série 269.7
La série 269.7 est une série de locomotives électriques de la Renfe, issues de la transformation de locomotives de la série 269.2.

## Origine de la série
À la fin des années 1990, une grande partie des machines des séries 269.0 et 269.2 ont accumulé des kilométrages impressionnants. l'UN de Transportes Combinados, qui a récupéré de nombreuses 269.2, décide d'en transformer quelques-unes en limitant leur vitesse maximale afin de préserver les mécaniques.

## Conception
À la fin des années 1990, l'atelier autonome de Villaverde Bajo doit faire face à un afflux de materiel dû au passage en grande révision de la série 269.2. Il est donc décidé de sous-traiter une partie du travail aux ateliers de Séville-Santa Justa et Miranda de Ebro. À la demande de Transportes Combinados, ceux-ci vont effectuer un certain nombre de modifications sur les machines reçues, donnant naissance à la sous série 269-700. La principale modification réside dans l'adoption d'une transmission à monoréducteur FELLAR type 160, avec rapport de réduction à 140 afin d'améliorer le rendement sans fatiguer le reste de l'équipement.
- La 269-250 devient 269-701 en 1999
- La 269-268 devient 269-702 en 1999
- La 269-315 devient 269-703 en 2000
- La 269-280 devient 269-704 en 2000
- La 269-320 devient 269-705 en 2000
- La 269-292 devient 269-706 en 2000
- La 269-313 devient 269-707 en 2000
- La 269-302 devient 269-708 en 2000

## Service
Dès leur livraison, les 269-701 à 705 sont affectées à Leon, la 269-706 à Miranda de Ebro, et les 269-707 et 708 à Valence-Fuente de San luis.